# Wewnętrzne Karpaty Zachodnie

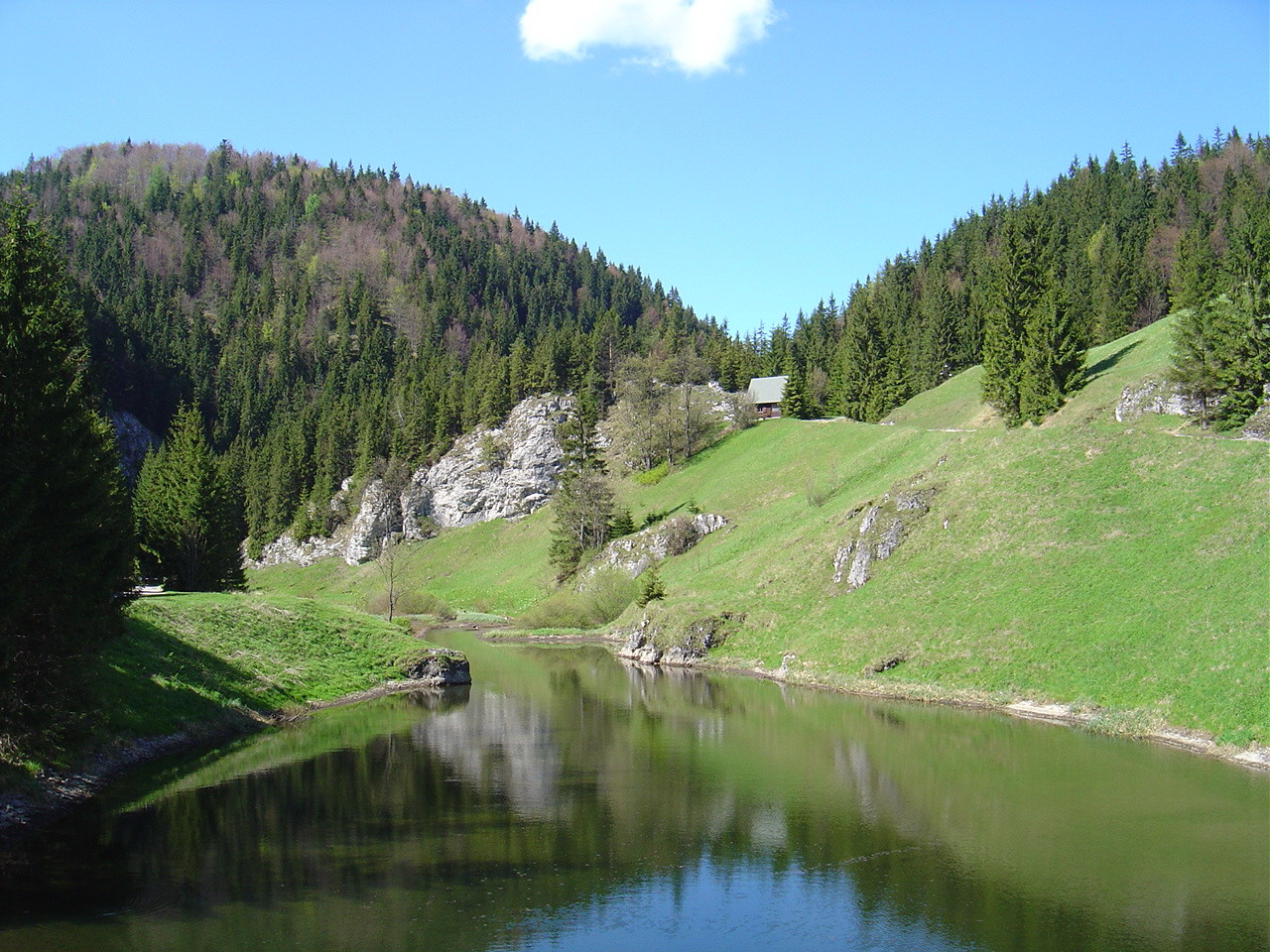
Góry Straceńskie

Wewnętrzne Karpaty Zachodnie (515-517) – najbardziej zróżnicowana pod względem geologicznym część Karpat Zachodnich. Leżą na terenie Słowacji i Węgier.
Wewnętrzne Karpaty Wschodnie nie są przedłużeniem Wewnętrznych Karpat Zachodnich.
Podział Wewnętrznych Karpat Zachodnich:
- 515.1 Bruzda Hronu
- 515.2 Łańcuch Rudaw Słowackich
- 516.1 Kotlina Południowosłowacka
- 516.2 Kras Słowacko-Węgierski
- 516.3 wyżyna Cserehát
- 516.4 Kotlina Koszycka
- 517.1 Góry Tokajsko-Slańskie
- 517.2-5 Średniogórze Północnowęgierskie
- 517.2 Góry Bukowe
- 517.3 góry Mátra
- 517.4 wzgórza Cserhát
- 517.5 góry Börzsöny.